# Ana Lucía Cortez
Ana Lucía Cortez es un personaje ficticio de la serie de televisión estadounidense Lost, interpretado por Michelle Rodríguez. Es una expolicía, preocupada por su gente e involucrada en diversos episodios violentos. Aparece en la segunda temporada de la serie, como una de los supervivientes de la sección de la cola, aunque se la vio brevemente hablar con Jack Shephard en el aeropuerto durante la primera temporada.

## Antes del Vuelo 815 de Oceanic
Antes de llegar a la isla, Ana Lucía era policía en el Departamento de Policía de Los Ángeles. Encontrándose en constantes desavenencias con su capitana, que también es su madre, no pide tratamiento especial y se relaciona bien con sus otros colegas. Ana Lucía tenía un novio, Danny, y queda embarazada. Sin embargo, pierde al bebé después de ser alcanzada por un sospechoso en el lugar de un robo, pasando varios meses en terapia física y psicológica, durante la cual Danny la abandona. Ana Lucía vuelve al cuerpo, pero exhibe un comportamiento inestable en servicio. Cuando el hombre que le disparó en el local del robo es apresado y confiesa el crimen, ella se niega a identificarlo como autor de los disparos. Decide matarle furtivamente cuando queda en libertad, a la salida de un bar. (Collision).
Ana Lucía deja el cuerpo, y encuentra trabajo como guardia de seguridad en el aeropuerto. Conoce a Christian Shephard en el bar del aeropuerto, que propone a Ana Lucía la misión de acompañarle hasta Sídney como guardaespaldas, creando nombres falsos el uno para el otro (Tom y Sarah). En Sídney, Ana Lucía interrumpe una discusión cuando Christian visita a una mujer y exige ver a su hija. Más tarde, ella intenta convencerle de volver a los Estados Unidos, pero él se niega, y separan sus caminos. (Two for the Road).
Ana Lucía compra un pasaje en el Vuelo 815 para volver a Los Ángeles. Antes de embarcar, llama a su madre pidiendo disculpas y también volver a casa. Entonces ella se encuentra y flirtea con Jack Shephard en un bar del aeropuerto. Ambos quedan en encontrarse durante el vuelo, con Ana Lucía revelando que estará en el asiento 42F, en la cola del avión (Éxodo: Parte 1).

## En la isla
Ana Lucía se encuentra en el grupo de supervivientes de la cola del avión, y es el líder del grupo por su carácter decidido, sensata. Tras su encuentro con Jin, Sawyer y Michael, decide que el grupo de cola se encuentre con el otro, y moviliza a todos los supervivientes para cruzar la isla, a pesar del miedo que tienen todos ellos a los Otros. Confisca a Sawyer la pistola que tenía, con una única bala.
Cuando el grupo se encontraba cerca del otro, empiezan a oírse susurros en la selva, y Ana Lucía dispara a alguien que se acerca entre las plantas, que resulta ser Shannon, la cual muere a causa del disparo.
Al final de la segunda temporada, Ana Lucía se encuentra en la escotilla, vigilando la celda de Henry Gale, cuando Michael llega. Ella le dice que iba a matar al prisionero por haberla atacado esa mañana, pero que no pudo. Michael se ofrece a hacerlo en su lugar, pero antes de entrar en la celda del prisionero, mata a Ana Lucía de un disparo en el abdomen, cuando ésta estaba aún sentada en el sillón. Esto se debe a que los Otros habían convencido a Michael de que liberara a Henry Gale.
En el segundo capítulo de la quinta temporada, Ana Lucía le hace una visita a Hurley cuando éste está huyendo con Sayid. Hurley suele hablar con muertos que le dicen lo que debe hacer y esta vez Ana le explica como debe huir de la policía. 
En el capítulo decimosexto de la sexta temporada vuelve aparecer, esta vez ayuda a escapar a Desmond, Sayid y Kate a cambio de una suma de dinero por parte de Hurley. Este pregunta que si vendrá pero Desmond contesta que “aún no está lista”. Al parecer Ana Lucía aún no recuerda lo que pasó.
- Datos: Q51277